# Natalino Otto
Natalino Otto, nom de scène de Natale Codognotto né à Cogoleto le 24 décembre 1912 et mort à Milan le 4 octobre 1969 est un chanteur italien introducteur du genre swing en Italie.

## Biographie
Natalino Otto est né à Cogoleto, province de Gênes, dans le nord de l'Italie.
Sa carrière de chanteur et de musicien a commencé dans les clubs de sa région natale, la Ligurie. Durant les années 1930, il travaille comme artiste à bord de transatlantiques sur les routes entre l'Europe et l'Amérique du Nord, ce qui lui  donne l'occasion de découvrir les  genres musicaux américains, notamment le jazz et le swing.
En 1935, il est embauché par une station de radio italo-américaine à New York. De retour en Italie en 1937, Otto présente un répertoire innovateur, influencé par la musique américaine de l'époque, mais il doit  faire face à la  censure du régime fasciste  et doit traduire les titres des chansons et les paroles en italien. La radio d'État EIAR ne diffuse pas ses chansons, cataloguées comme étant des « anti-musiques nègres et barbares ».
Banni à la radio, Natalino Otto travaille pour des sociétés d'enregistrement avec les deux chefs d'orchestre italiens Gorni Kramer et Pippo Barzizza et publie des chansons swings, qui lui valent le surnom de «Roi du Rythme».

### Le cinéma et le Festival de Sanremo
Sa popularité lui ouvre les portes de  l'industrie du cinéma qui lui offre des rôles de chanteur dans quelques films comme Tutta la città canta réalisé par Riccardo Freda en 1945, La casa senza tempo et Carosello della varietà.
Durant les années 1950, Natalino Otto participe cinq fois au Festival de Musique de Sanremo. Son meilleur résultat est une troisième place en 1955 avec une chanson intitulée Canto nella Valle. Cette même année, il épouse Flo Sandon's, une chanteuse italienne. Ils ont une fille Silvia née en 1956.
Au début des années 1960, Otto prend sa retraite de la scène publique, mais continue à être impliqué dans le domaine musical italien.
Natalino Otto est un auteur-chanteur très prolifique. Au cours de sa carrière il a enregistré plus de deux mille chansons . Ses plus grands succès sont : Ho non sassolino nella scarpa, Mamma voglio anch'io la fidanzata, Monsieur Paganini, Polvere di stelle, Op op trotta cavallino, Natalino studia canto, Il valse del boogie-woogie, La classe degli asini.
Natalino Otto et Flo Sandon's sont crédités de la découverte  de  Mina, une des plus grandes chanteuses italiennes.  Dans la nuit du 24 septembre 1958, les Happy Boys, un groupe d'adolescents  jouent dans la salle Rivarolo del Re à  Crémone. Otto et son épouse  présents sont impressionnés par la chanteuse de ce groupe et lui proposent un essai d'enregistrement. Un mois plus tard, Mina sort son premier disque.
Il meurt à Milan le 4 octobre 1969 à l'âge de 56 ans des suites d'un infarctus.